# Primera Liga de Croacia 2024-25
La temporada 2024-25 fue la trigésima cuarta edición de la Primera Liga de Croacia, desde su establecimiento en 1992. El torneo comenzó el 2 de agosto de 2024 y finalizó el 24 de mayo de 2025.
El Dinamo Zagreb era el campeón defensor y el HNK Rijeka se proclamó campeón por segunda vez en su historia, tras su primera obtención en 2017.

## Ascensos y descensos
Un total de 10 equipos disputaron el campeonato, el NK Rudeš descendió la temporada anterior después de una temporada en la máxima categoría, siendo reemplazado para este torneo por el campeón de la Segunda Liga, el HNK Šibenik, que volvió tras descender en la temporada 2022-23.
| Pos. | Descendido de la Primera Liga de Croacia 2023-24 |
| ---- | ------------------------------------------------ |
| 10.º | NK Rudeš                                         |

| Pos. | Ascendidos de la Segunda Liga de Croacia 2023-24 |
| ---- | ------------------------------------------------ |
| 1.º  | HNK Šibenik                                      |

## Participantes
| Club             | Ciudad        | Estadio                 | Capacidad |
| ---------------- | ------------- | ----------------------- | --------- |
| Dinamo Zagreb    | Zagreb        | Stadion Maksimir        | 24,851    |
| HNK Gorica       | Velika Gorica | Stadion Radnik          | 4,536     |
| HNK Hajduk Split | Split         | Stadion Poljud          | 33,987    |
| NK Istra 1961    | Pula          | Stadion Aldo Drosina    | 9,921     |
| NK Lokomotiva    | Zagreb        | Stadion Kranjčevićeva1  | 3,690     |
| NK Osijek        | Osijek        | Opus Arena              | 13,356    |
| HNK Rijeka       | Rijeka        | Stadion Rujevica        | 8,191     |
| NK Slaven Belupo | Koprivnica    | Stadion Ivan Kušek-Apaš | 3,054     |
| HNK Šibenik      | Šibenik       | Stadion Šubićevac       | 8,000     |
| NK Varaždin      | Varaždin      | Stadion Varteks         | 8,818     |

- 1Lokomotiva organiza sus partidos en casa en el Stadion Kranjčevićeva. El estadio fue originalmente la sede del NK Zagreb.

### Equipación
| Club          | Técnico             | Capitán           | Equipación    |
| ------------- | ------------------- | ----------------- | ------------- |
| Dinamo Zagreb | Sergej Jakirović    | Arijan Ademi      | Castore       |
| Gorica        | Rajko Vidović       | Filip Mrzljak     | Alpas         |
| Hajduk Split  | Gennaro Gattuso     | Lovre Kalinić     | Adidas        |
| Istra 1961    | Paolo Tramezzani    | Slavko Blagojević | Joma          |
| Lokomotiva    | Silvijo Čabraja     | Mateo Marić       | Macron        |
| Osijek        | Federico Coppitelli | Marko Malenica    | 2Rule         |
| Rijeka        | Željko Sopić        | Nediljko Labrović | Joma          |
| Slaven Belupo | Ivan Radeljić       | Tomislav Božić    | Jako          |
| HNK Šibenik   | Mario Carević       | Antonio Đaković   | Capelli Sport |
| Varaždin      | Mario Kovačević     | Igor Postonjski   | Capelli Sport |

## Clasificación
| Pos. | Equipo            | Pts. | PJ | G  | E  | P  | GF | GC | Dif. | Clasificación 2025_26                                         |
| ---- | ----------------- | ---- | -- | -- | -- | -- | -- | -- | ---- | ------------------------------------------------------------- |
| 1    | HNK Rijeka (C)    | 65   | 36 | 18 | 11 | 7  | 49 | 21 | +28  | Segunda fase clasificatoria de la Liga de Campeones de UEFA   |
| 2    | Dinamo Zagreb     | 65   | 36 | 19 | 8  | 9  | 68 | 41 | +27  | Fase de liga de la Liga Europa de la UEFA                     |
| 3    | Hajduk Split      | 63   | 36 | 17 | 12 | 7  | 48 | 34 | +14  | Segunda fase clasificatoria de la Liga Conferencia de la UEFA |
| 4    | NK Varaždin       | 49   | 36 | 11 | 16 | 9  | 28 | 24 | +4   | Segunda fase clasificatoria de la Liga Conferencia de la UEFA |
| 5    | Slaven Belupo     | 48   | 36 | 13 | 9  | 14 | 42 | 44 | −2   |                                                               |
| 6    | Istra 1961        | 48   | 36 | 11 | 15 | 10 | 38 | 42 | −4   |                                                               |
| 7    | NK Osijek         | 42   | 36 | 11 | 9  | 16 | 46 | 52 | −6   |                                                               |
| 8    | Lokomotiva Zagreb | 39   | 36 | 10 | 9  | 17 | 49 | 54 | −5   |                                                               |
| 9    | HNK Gorica        | 37   | 36 | 9  | 10 | 17 | 29 | 54 | −25  |                                                               |
| 10   | HNK Šibenik (D)   | 28   | 36 | 7  | 9  | 20 | 28 | 60 | −32  | Descendido a la Segunda Liga de Croacia                       |

Actualizado a los partidos jugados el 24 de mayo de 2025.
 Fuente: PrvaHNL.hr
Criterios de clasificación: 1) Puntos; 2) Puntos directos; 3) Diferencia de gol directa; 4) Goles anotados directos (en casa si ambos equipos están empatados); 5) Diferencia de gol; 6) Goles marcados; 7) Play-off
(Nota: Los criterios 2-4 y 7 solo se utilizan para decidir al campeón, los equipos clasificados a competición internacional o equipos en el descenso y en ese caso el criterio 6 no se utilizará).

## Resultados
Cada equipo juega de ida y vuelta contra todos los demás equipos de la liga, además una segunda vuelta adición, sumando un total de 36 partidos.
| Local \ Visitante | DIN | GOR | HAJ | IST | LOK | OSI | RIJ | SLA | ŠIB | VAR |
| ----------------- | --- | --- | --- | --- | --- | --- | --- | --- | --- | --- |
| Dinamo Zagreb     | —   | 2–1 | 0–1 | 5–0 | 5–1 | 2–4 | 0–0 | 1–1 | 3–0 | 3–2 |
| HNK Gorica        | 2–2 | —   | 1–0 | 1–0 | 1–4 | 2–2 | 0–1 | 2–1 | 2–1 | 0–0 |
| Hajduk Split      | 1–0 | 4–1 | —   | 1–1 | 2–1 | 1–0 | 2–2 | 2–1 | 4–0 | 2–1 |
| Istra 1961        | 2–2 | 2–1 | 1–1 | —   | 0–2 | 2–1 | 0–1 | 2–3 | 3–3 | 0–0 |
| Lokomotiva Zagreb | 2–2 | 2–0 | 1–1 | 1–2 | —   | 0–1 | 2–2 | 0–1 | 0–1 | 0–1 |
| NK Osijek         | 1–2 | 2–0 | 2–2 | 2–2 | 3–0 | —   | 0–2 | 1–0 | 1–2 | 2–1 |
| HNK Rijeka        | 1–1 | 1–0 | 0–0 | 4–0 | 4–0 | 1–1 | —   | 2–0 | 3–0 | 1–1 |
| Slaven Belupo     | 4–1 | 2–1 | 0–2 | 0–1 | 2–2 | 3–2 | 0–0 | —   | 2–2 | 1–1 |
| HNK Šibenik       | 0–4 | 1–0 | 1–2 | 0–0 | 0–3 | 1–3 | 0–1 | 2–0 | —   | 0–0 |
| NK Varaždin       | 0–1 | 2–1 | 1–0 | 1–0 | 1–1 | 0–0 | 0–0 | 2–0 | 2–1 | —   |

| Local \ Visitante | DIN | GOR | HAJ | IST | LOK | OSI | RIJ | SLA | ŠIB | VAR |
| ----------------- | --- | --- | --- | --- | --- | --- | --- | --- | --- | --- |
| Dinamo Zagreb     | —   | 3–1 | 2–2 | 3–1 | 3–0 | 2–0 | 1–0 | 4–0 | 3–0 | 1–0 |
| HNK Gorica        | 1–0 | —   | 1–1 | 3–2 | 0–3 | 1–0 | 0–0 | 0–3 | 1–0 | 1–1 |
| Hajduk Split      | 1–3 | 2–1 | —   | 0–1 | 1–1 | 4–0 | 2–1 | 0–0 | 1–0 | 1–0 |
| Istra 1961        | 3–0 | 1–1 | 1–1 | —   | 3–2 | 2–1 | 2–0 | 1–1 | 3–0 | 0–0 |
| Lokomotiva Zagreb | 1–1 | 1–1 | 3–2 | 0–0 | —   | 3–0 | 0–1 | 0–2 | 1–2 | 1–0 |
| NK Osijek         | 2–1 | 0–1 | 2–0 | 1–1 | 1–1 | —   | 0–2 | 1–2 | 2–2 | 0–0 |
| HNK Rijeka        | 4–0 | 2–1 | 3–0 | 0–1 | 4–1 | 0–2 | —   | 2–0 | 1–1 | 1–0 |
| Slaven Belupo     | 0–1 | 4–0 | 0–1 | 0–0 | 2–1 | 1–4 | 2–1 | —   | 2–0 | 0–1 |
| HNK Šibenik       | 0–4 | 0–0 | 0–1 | 1–0 | 1–2 | 4–1 | 0–1 | 1–1 | —   | 0–2 |
| NK Varaždin       | 1–1 | 0–0 | 1–1 | 0–0 | 2–1 | 2–1 | 1–0 | 0–1 | 1–1 | —   |

## Goleadores
- Tabla final el 25 de mayo de 2025.[4][5]

| Rank | Jugador           | Club                       | Goles |
| ---- | ----------------- | -------------------------- | ----- |
| 1    | Marko Livaja      | HNK Hajduk Split           | 19    |
| 2    | Sandro Kulenović  | GNK Dinamo Zagreb          | 15    |
| 3    | Robert Mudražija  | NK Lokomotiva              | 14    |
| 4    | Toni Fruk         | HNK Rijeka                 | 11    |
| 5    | Arnel Jakupović   | NK Osijek                  | 9     |
| 5    | Duje Čop          | NK Lokomotiva / HNK Rijeka | 9     |
| 7    | Ilija Nestorovski | NK Slaven Belupo           | 8     |
| 7    | Dimitar Mitrovski | NK Varaždin                | 8     |
| 7    | Niko Janković     | HNK Rijeka                 | 8     |